# Ас (село)
Ас (крим. As, з 1948 по 2023 рік — Пролета́рка) — село Перекопського району Автономної Республіки Крим. Розташоване на заході району.

## Історія
Село існувало ще за часів Кримського ханства, у документах вперше згадується в "Камеральному Описі Криму…" 1784 року.
За однією з версій, назва походить від іранського народу аси (алани), що увійшли до складу різних тюркських народів, наприклад, рід ас є у ногайців.
18 травня 1948 року, указом Президії Верховної Ради РРФСР Ас перейменували на Пролетарку.
У 2015 році село було внесено до переліку населених пунктів, які потрібно перейменувати відповідно до вимог закону «Про засудження комуністичного та націонал-соціалістичного (нацистського) тоталітарних режимів в Україні та заборону пропаганди їхньої символіки».
12 травня 2016 року постановою Верховної Ради України Пролетарку було перейменовано на Ас; цією ж постановою назву Красноперекопського району змінено на Перекопський. Ця постанова «набирає чинності з моменту повернення тимчасово окупованої території Автономної Республіки Крим та міста Севастополь під загальну юрисдикцію України». Постанова набрала чинности у 2023 році.

## Населення
Згідно з переписом УРСР 1989 року чисельність наявного населення села становила 148 осіб, з яких 75 чоловіків та 73 жінки.
За переписом населення України 2001 року в селі мешкала 221 особа.

### Мова
Розподіл населення за рідною мовою за даними перепису 2001 року:
| Мова              | Відсоток |
| ----------------- | -------- |
| українська        | 82,43 %  |
| російська         | 15,77 %  |
| кримськотатарська | 0,45 %   |
| інші              | 1,35 %   |